# Euphorbia grandifolia
Euphorbia grandifolia är en törelväxtart som beskrevs av Adrian Hardy Haworth. Euphorbia grandifolia ingår i släktet törlar, och familjen törelväxter. Inga underarter finns listade i Catalogue of Life.